# العملات المعدنية من ماكسيمينوس ثراكس إلى إيميليانوس

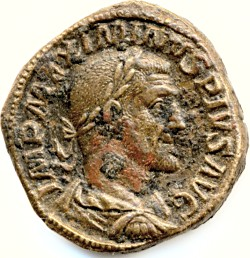
رأس الطاغوت المواجه لليمين لمكسيمينوس ثراكس، أول إمبراطور في فترة أباطرة الثكنات.

يُفهم من العملات من ماكسيمينوس ثراكس إلى إيميليانوس أنها مجموعة العملات التي أصدرتها روما في عهد أكثر من اثني عشر إمبراطورًا في الجزء الأول من الفترة المسماة الفوضى العسكرية، خلفًا لسيفيروس ألكسندر (آخر سلالة سيفيروس)، من 235 إلى 253: ماكسيمينوس ثراكس (235-238)، جورديان الأول (238)، جورديان الثاني (238)، بابينوس (238)، بلبنوس (238)، غورديان الثالث (238-244)، فيليب العربي (244-249)، دقيانوس مع أبنائه هيرينيوس إيتروسكوس وهوستيليان (249-251)، تريبونيانوس غالوس مع ابنه فولوسيانوس (251-253)، وأخيرًا إميليانوس (253).

## السياق التاريخي
عندما قُتل ألكسندر سيفيروس (آخر وريث لسلالة سيفيران) بتحريض من الجنرال ماكسيمينوس ثراكس، خلفه الأخير في عام 235. بعد ثلاث سنوات، قُتل ماكسيمينوس على يد قواته الخاصة، الفيلق البارثي الثاني، الذي كان معسكرًا بالقرب من أيكلاية في مايو 238. وخلفه بعد بضعة أشهر جورديان الأول (الذي مات منتحرًا)، وجورديان الثاني (الذي مات في المعركة)، وبوبينوس وبلبنوس (اثنان من أعضاء مجلس الشيوخ قُتلا على يد الحرس البريتوري)، وأخيرًا جورديان الثالث، الذي حكم حتى عام 244 ولكن من المحتمل أنه اغتيل بأمر من الحاكم البريتوري فيليب العربي. سقط فيليب، الذي خلف جورديان على العرش الإمبراطوري، في معركة ضد منافسه ديكيوس في عام 249، والذي مات بدوره مع ابنه هيرينيوس إتروسكوس، الذي سيخلفه، في معركة أبريتاس ضد القوط في عام 251.
خلف ديكيوس غايوس فيبيوس تريبونيانوس غالوس، الذي ارتبط بالعرش أولاً ابن ديكيوس الأصغر، هوستيليانوس، (في عام 251)، ثم ابنه فولوسيانوس. ولقي الأخير حتفه أيضًا في المعركة على أيدي الجنود بتحريض من الإمبراطور المستقبلي إيميليانوس. لم يستمر إيميليانوس أكثر من ثلاثة أشهر، ومات أيضًا على أيدي جنوده بالقرب من سبوليتو.

## ماكسيمينوس ثراكس

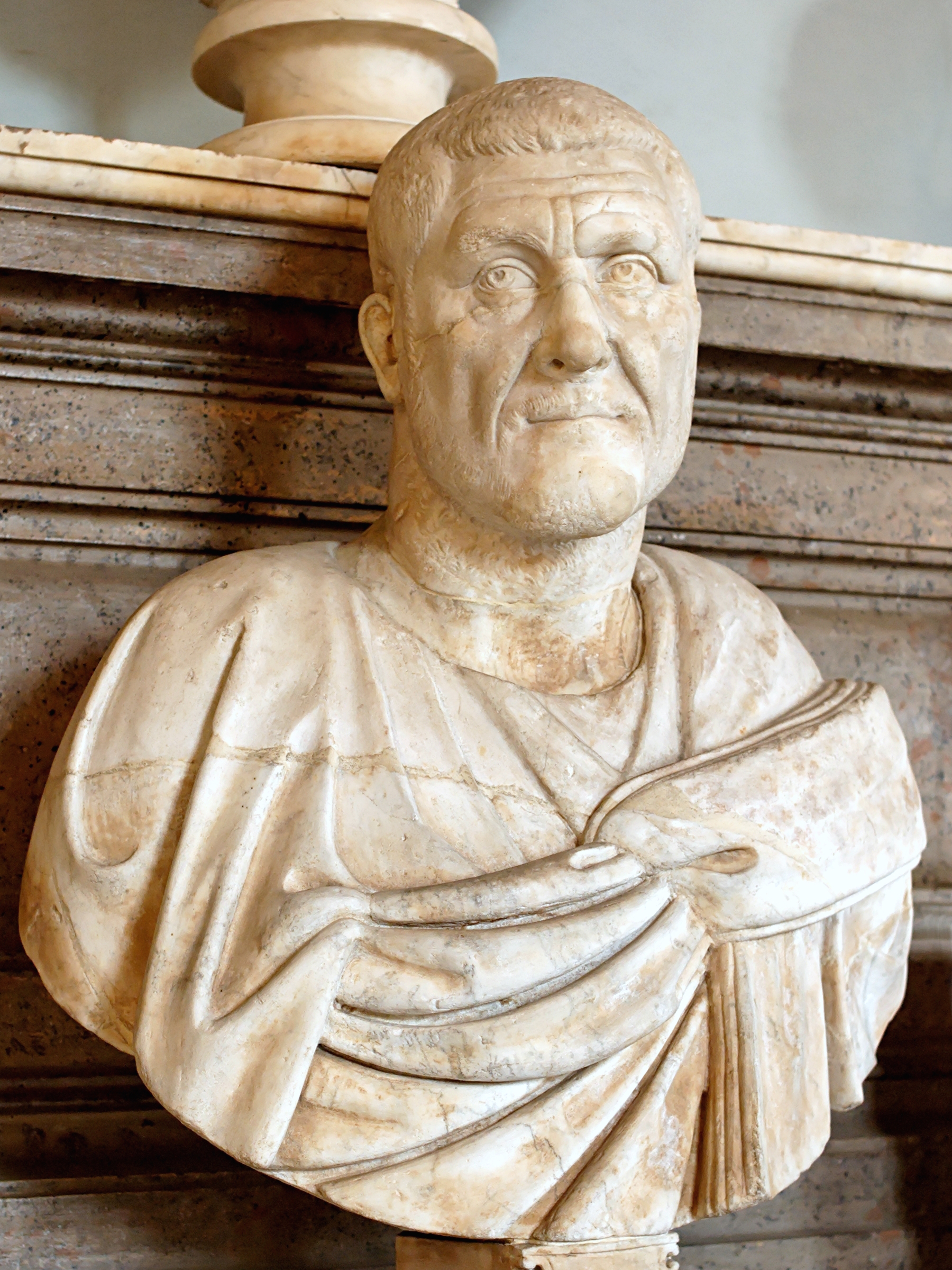
الإمبراطور ماكسيمينوس ثراكس، الذي بدأ فترة مضطربة من الفوضى العسكرية، والتي انتهت فقط مع دقلديانوس بعد خمسين عامًا.

كان ماكسيمينوس ثراكس أول بربري يحصل على الأرجواني الإمبراطوري، وذلك بفضل موافقة الفيالق، حيث وُلد بدون جنسية رومانية، وبدون أن يكون عضوًا في مجلس الشيوخ. وكان أيضًا أول إمبراطور لم يضع قدمه أبدًا في روما، حيث قضى فترة حكمه التي استمرت ثلاث سنوات منخرطًا في الحملات العسكرية؛ وأول إمبراطور جندي في القرن الثالث. توفي بالقرب من أكويليا إثر فتنة بين قواته.
| اللقب الإمبراطوري   | عدد المرات | تاريخ |
| ------------------- | ---------- | --- |
| تريبيونيسيا بوتستاس | 4 سنوات    | أولاً في 20 مارس 235؛ ثم يتجدد كل عام في 10 ديسمبر.                                                                            |
| القنصل              | مرة واحدة  | سنة 236. |
| ألقاب النصر         |            | غرمانيكوس مكسيموس في 235، داسيكوس مكسيموس في 236/ 7، و سارماتيكوس مكسيموس في 237.                                             |
| الإمبراطور          | 6 مرات     | أولاً عند تولي السلطة الإمبراطورية في 20 مارس 235، ثم مرة أخرى في عام 235 (المرة الثانية) و237 (من المرة الثالثة إلى السادسة). |
| عناوين أخرى         |            | بونتيفكس مكسيموس باتر باتريا بيوس وفيليكس سنة 235.                                                                            |

### المواضيع الرئيسية

#### مكسيمينوس وابنه قيصر وزوجته بولينا
إعلن ماكسيمينوس إمبراطورًا، وفقًا للنسخة الموجودة في كتاب هستوريا أوغوستا، فقط بعد مقتل الإسكندر. كانت هذه هي المرة الأولى التي يحدث فيها هذا لرجل عسكري، لم يكن بعد عضوًا في مجلس الشيوخ، علاوة على ذلك بدون أي مرسوم من مجلس الشيوخ. وقد منحه ابنه غايوس يوليوس فيروس ماكسيموس، كزميل له في الإمبراطورية، لقب princeps iuventutis ("أمير الشباب"). وفي الوقت نفسه، تألت زوجته المتوفاة، سيسيليا بولينا. وقد تأكد اختيار الفيلق لاحقًا أيضًا من قبل الحرس البريتوري و صدق عليه من قبل مجلس الشيوخ الروماني، والذي، مع ذلك، عبس في وجه الإمبراطور ذي الأصل البربري.
| ماكسيمينوس وابنه قيصر | ماكسيمينوس وابنه قيصر | ماكسيمينوس وابنه قيصر                                          | ماكسيمينوس وابنه قيصر                                | ماكسيمينوس وابنه قيصر | ماكسيمينوس وابنه قيصر | ماكسيمينوس وابنه قيصر                                              |
| صورة                  | قيمة                  | وجه العملة                                                     | العكس                                                | تاريخ                 | الوزن والقطر          | الكتالوج                                                           |
| --------------------- | --------------------- | -------------------------------------------------------------- | ---------------------------------------------------- | --------------------- | --------------------- | ------------------------------------------------------------------ |
|                       | ديناريوس              | IVL VERVS MAXIMVS CAES، الرأس نحو اليمين، والستائر على الكتفين | بيتاس AVG و ليتووس و سكين و ابريق و سمبولوم و مرش    | سُكّت في عام 235/238    | 3.06 جرام             | ريك ماكسيمينوس تراكس، IVb، 1؛ بمكر 118؛ آر إس سي 1.                |
|                       | ديناريوس              | ديفا بافلينا، رأسها مغطى بحجاب نحو اليمين، ملفوف حول الكتفين   | التكريس، طاووس في المقدمة برأس نحو اليسار وذيل منتشر | سكت في عام 235        | 3.36 جرام             | ريك ماكسيمينوس تراكس، الرابع 1؛ بمكر 135 (ماكسيمينوس)؛ آر إس سي 1. |

#### الحملات العسكرية ضد الألمان والسارماتيين (235-237)
لقد أدى ضغط البرابرة على طول الحدود الشمالية والضغط المتزامن من الساسانيين في الشرق إلى نشر الشعور بأن الإمبراطورية كانت محاطة بأعدائها. إن أدوات الدبلوماسية التقليدية، التي استخدمت منذ عهد أغسطس والتي كانت تعتمد على التهديد باستخدام القوة وإثارة الخلافات الداخلية بين القبائل المتخاصمة المختلفة لإبقائها منخرطة ضد بعضها البعض، لم تظهر الآن سوى تأثير ضئيل.
كان اللجوء الفوري إلى القوة ضروريًا، ونشر جيوش متفوقة تكتيكيًا قادرة على اعتراض كل طريق ممكن للغزو من قبل البرابرة في أسرع وقت ممكن؛ ومع ذلك، أصبحت الاستراتيجية صعبة بسبب الاضطرار إلى حامية مساحات شاسعة من الحدود مع وحدات عسكرية متفرقة في الغالب.
ولتحقيق هذه الغاية، شن الإمبراطور بين عامي 235 و236 حملته الأولى ضد الاتحاد الجرماني في ألاماني، مستخدمًا موغونتياكوم كمقر له وعبر الحدود الإمبراطورية في منطقة تاونوس. اعتقد ماكسيمينوس أن من أولويات الإمبراطورية شن حرب "ضد الجرمان"، واستمر في محاربة الألامانيين، ونجح ليس فقط في صد غاراتهم على طول الحدود الجرمانية ولكن أيضًا في اختراق جرمانية. كرمه مجلس الشيوخ الروماني بلقب جيرمانيكوس ماكسيموس، واحتفلت العملات المعدنية بلقبي سالوس أوغستا و باكس أوغستا.
ثم ذهب إلى بانونيا، في سيرميوم، لقضاء شتاء عام 235/236 وقاد حملات جديدة ضد الأيازيجيس السارماتيين من سهل تيسا، الذين حاولوا عبور نهر الدانوب بعد حوالي خمسين عامًا من السلام على طول حدودهم، والغواديين المجاورين (كما يبدو أن بعض النقوش الموجودة في منطقة بريجيتيو تشهد على ذلك). كان لديه حلم: محاكاة ماركوس أوريليوس وغزو ألمانيا الكبرى الحرة. كان مقره الرئيسي في سيرميوم، في وسط جبهة بانونيا السفلى وداقية.
| الحملات العسكرية في الشمال | الحملات العسكرية في الشمال | الحملات العسكرية في الشمال                                              | الحملات العسكرية في الشمال | الحملات العسكرية في الشمال                            | الحملات العسكرية في الشمال | الحملات العسكرية في الشمال                                                                         |
| صورة                       | قيمة                       | وجه العملة                                                              | العكس | تاريخ                                                 | الوزن والقطر               | الكتالوج                                                                                           |
| -------------------------- | -------------------------- | ----------------------------------------------------------------------- | --- | ----------------------------------------------------- | -------------------------- | -------------------------------------------------------------------------------------------------- |
|                            | ديناريوس                   | IMP MAXIMINVSPIVS AVG، يتجه نحو اليمين مع الغار، والستائر على الكتفين   | فيكت-أوري-أ متوسط، النصر يمشي إلى اليسار، ممسكًا بتاج ونخلة                                                                                    | 235                                                   | 20 ملم، 3.16 جرام          | ريك ماكسيمينوس تراكس، الرابع 16؛ بمكر 25-6 فار؛ آر إس سي 99.                                       |
|                            | ديناريوس                   | IMP MAXIMINVS PIVS AVG، يتجه نحو اليمين مع الغار، والستائر على الكتفين  | باكس أوغسطي، الإلهة باكس تقف متجهة إلى اليسار، تحمل غصن زيتون وصولجانًا مائلًا                                                                  | 236                                                   | 20 مم، 2.95 جرام           | ريك ماكسيمينوس تراكس، الرابع 12؛ آر إس سي 31 أ.                                                    |
|                            | سيسترتيوس                  | MAXIMINVS PIVS AVG GERM، يتجه نحو اليمين مع الغار، والستائر على الكتفين | فيكتوريا جيرمانيكا، سيناتوس، كونسولتوم على الجانبين، النصر يقف إلى اليسار، ممسكًا بتاج ونخلة؛ سجين على اليسار عند قدميها                       | 236                                                   | 28 مم، 18.44 جرامًا         | ريك ماكسيمينوس تراكس، IV 90؛ بمكر 194؛ كوهين 109.                                                  |
|                            | سيسترتيوس                  | MAXIMINVS PIVS AVG GERM، يتجه نحو اليمين مع الغار، والستائر على الكتفين | SALVS AVGVSTI، الإلهة سالوس جالسة نحو اليسار، تحمل باتيرا يتغذى منها ثعبان، وترتفع من مذبح إلى اليسار؛ S(enatus) C(consultum) في حالة استنفاد | 236 ( دار سك النقود في روما القديمة ، الإصدار الثالث) | 30 ملم، 21.53 جرام         | ريك ماكسيمينوس تراكس، IV 85؛ بمكر 175-6؛ بانتي 24.                                                 |
|                            | ديناريوس                   | MAXIMINVS PIVS AVG GERM، يتجه نحو اليمين مع الغار، والستائر على الكتفين | رئيس الوزراء TR P III COS PP ، الإمبراطور ماكسيمينوس ثراكس يقف بين رايتين من الفيلق، رافعًا يده اليمنى ممسكًا بصولجان                           | 237                                                   | 3.08 جرام                  | ريك ماكسيمينوس تراكس، الرابع 5؛ بمكر 161؛ آر إس سي 64.                                             |
|                            | سيسترتيوس                  | MAXIMINVS PIVS AVG GERM، يتجه نحو اليمين مع الغار، والستائر على الكتفين | رئيس الوزراء TR P IIII COS PP، الإمبراطور ماكسيمينوس ثراكس يقف بين رايتين من الفيلق، رافعًا يده اليمنى ممسكًا بصولجان                           | 238                                                   | 21.19 جرامًا                | ريك ماكسيمينوس تراكس, 40; الوردي الثالث، ص. 21؛ راجع. بانتي 19/20 (obv./rev.)؛ بمكر 221؛ كوهين 71. |

#### ولاء الجيش والتبرعات والكونغياريوم للمقاطعات
بمجرد اندلاع التمرد في أفريقيا ضد ماكسيمينوس ثراكس، سارع جورديان الأول إلى إرسال العديد من الرسائل إلى أولئك الذين اعتبرهم أغنى مواطني روما، وكذلك إلى مجلس الشيوخ وشعب روما نفسها، ووعد بالرحمة العظيمة لأولئك الذين تعاونوا؛ إلى الجنود (الحرس البريتوري والفيلق البارثي الثاني)، وزعت تبرعات؛ وإلى شعب روما توزيع جديد للمال. وقد فعل ماكسيمينوس الشيء نفسه، وخاصة تجاه القوات الموالية له والإقليميين.
| ماكسيمينوس والجيش: دوناتيفوم | ماكسيمينوس والجيش: دوناتيفوم | ماكسيمينوس والجيش: دوناتيفوم                                                               | ماكسيمينوس والجيش: دوناتيفوم | ماكسيمينوس والجيش: دوناتيفوم | ماكسيمينوس والجيش: دوناتيفوم | ماكسيمينوس والجيش: دوناتيفوم |
| صورة                         | قيمة                         | وجه العملة                                                                                 | العكس | تاريخ                        | الوزن والقطر                 | الكتالوج                     |
| ---------------------------- | ---------------------------- | ------------------------------------------------------------------------------------------ | --- | ---------------------------- | ---------------------------- | ---------------------------- |
|                              | ديناريوس                     | IMP MAXIMINVS PIVS AVG، رأس الحائز على جائزة Maximinus Thrax نحو اليمين، تمثال نصفي مع درع | فيدس ميليتف، تقف فيدس متجهة إلى اليسار، تحمل فيكسيلومًا موضوعًا على الأرض في كل من يديها | 236                          | 20 ملم، 3.17 جرام            | RIC IV 7a؛ RSC 7a.           |
|                              | سيسترتيوس                    | IMP MAXIMINVS PIVS AVG، رأس الحائز على جائزة Maximinus Thrax نحو اليمين، تمثال نصفي مع درع | ليبراليتاس متوسط، ماكسيمينوس ثراكس، جالسًا على منصة في الوسط، متجهًا إلى اليسار؛ جنديان يحملان رماحًا خلفه، والإلهة ليبراليتاس تقف إلى اليسار، تحمل آلة حاسبة وقرنًا من الزمان؛ مواطنون يصعدون درجات المنصة حيث يوجد خمسة جنود يحملون الرماح عند قدميه | 236                          | 27 ملم، 15.00 جرام           | RIC الرابع 48.               |

## أول جورديانيين (238)

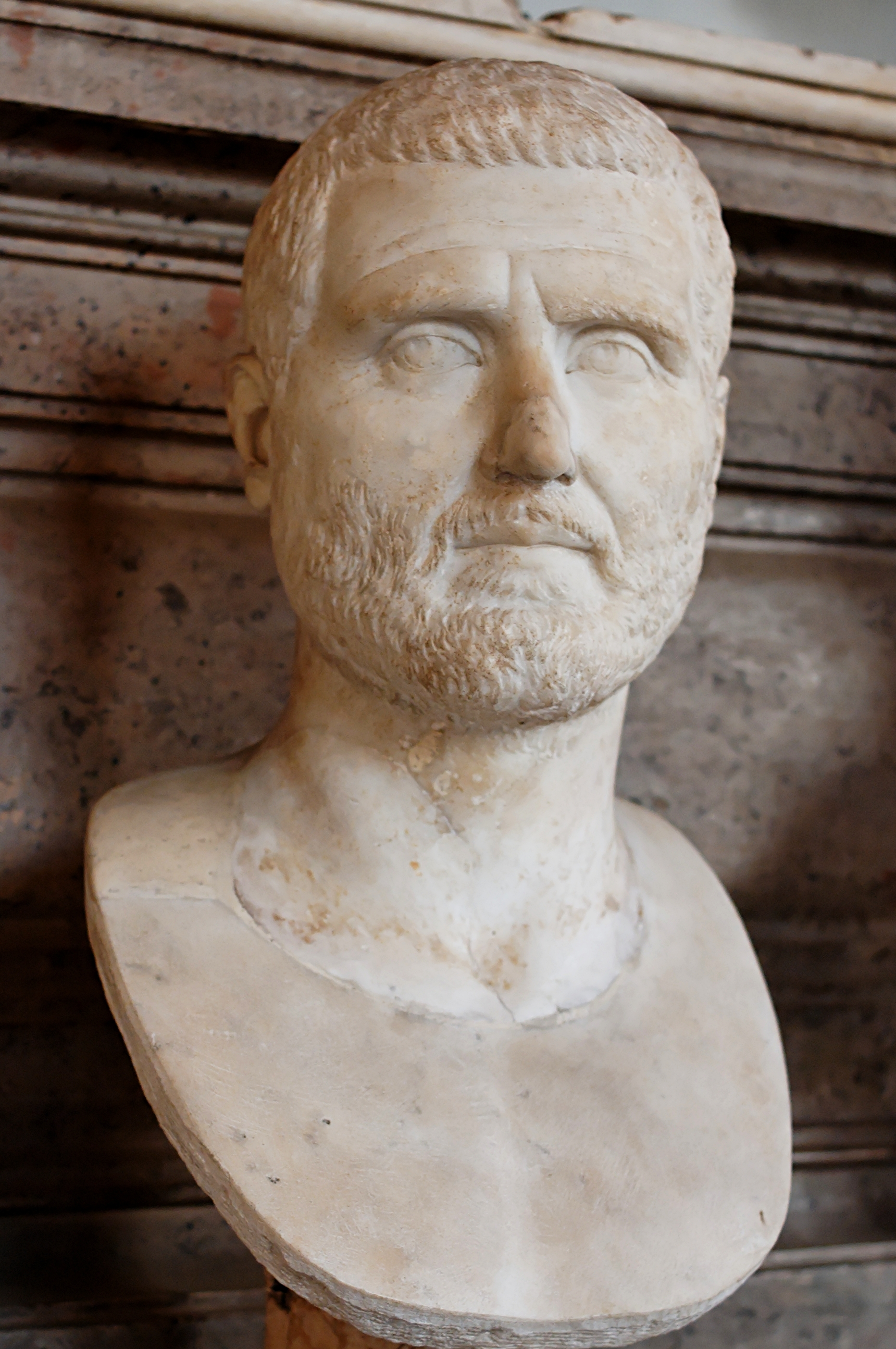
جورديان الأول، الأول من بين الثلاثة جورديان.

أدى تزايد السخط العام تجاه حكم الإمبراطور ماكسيمينوس ثراكس إلى اندلاع التمرد في أفريقيا في مارس 238. تولى جورديان الأول، تحت ضغط شعبي، المنصب ولقبه أفريكانوس في 22 مارس. ونظراً لتقدمه في السن، أصر على أن يرتبط ابنه، مارك أنطونيو جورديانوس (جورديان الثاني) به. أكد مجلس الشيوخ جورديان كإمبراطور جديد مع ابنه، ووعد ابن أخيه جورديان الثالث بمنصب البريتور والقنصل ولقب قيصر، بينما أُعلن ماكسيمينوس وابنه "أعداء عامين"، وانحازت معظم المقاطعات إلى جورديان الأول، باستثناء عدد قليل من المدن التي لا تزال موالية لماكسيمينوس.
كان حكم الغورديين الأولين قصير الأجل، حيث قام حاكم نوميديا، كابيليانوس، الذي ظل مخلصًا لمكسيمينوس ثراكس، بغزو مقاطعة أفريقيا وتوجه إلى قرطاج. هنا، هُزم جورديان الثاني وقُتل في معركة قرطاج. بعد وفاة ابنه، انتحر جورديان الأول، شنقًا نفسه بحزام. لقد حكموا لمدة عشرين يومًا فقط.

### سك العملات المعدنية من العصرين الجورديانيين
| جورديان الأول والثاني | جورديان الأول والثاني | جورديان الأول والثاني                                                                               | جورديان الأول والثاني | جورديان الأول والثاني | جورديان الأول والثاني | جورديان الأول والثاني                                                       |
| صورة                  | قيمة                  | وجه العملة                                                                                          | العكس | تاريخ                 | الوزن والقطر          | الكتالوج                                                                    |
| --------------------- | --------------------- | --------------------------------------------------------------------------------------------------- | --- | --------------------- | --------------------- | --------------------------------------------------------------------------- |
|                       | سيسترتيوس             | إمب قيصر م أنت جورديانفس أف آر أفي جي، يتجه نحو اليمين مع إكليل الغار على الرأس، وستائر على الكتفين | فيكتوريا AV-GG(ustorum)، SC على كلا الجانبين، النصر يتقدم إلى اليسار، ممسكًا بتاج في يدها اليمنى ونخلة في يدها اليسرى     | سكت في عام 238        | 21.41 جرامًا           | ريك جورديانوس، الرابع 12؛ الوردي الثالث، ص. 23؛ بانتي 8؛ بمكر 15؛ كوهين 14. |
|                       | سيسترتيوس             | إمب قيصر م أنت جورديانفس أف آر أفي جي، يتجه نحو اليمين مع إكليل الغار على الرأس، وستائر على الكتفين | VIRTVS AVGG، SC على الجانبين، Virtus يقف على اليسار، يحمل درعًا يرتكز على الأرض في اليمين ورمحًا متجهًا نحو الأرض في اليسار | سكت في عام 238        | 20.21 جرامًا           | ريك جورديانوس، الرابع 8؛ الوردي الثالث، ص. 23؛ بانتي 7؛ بمكر 31؛ كوهين 15.  |

## بوبينوس وبالبنوس (238)

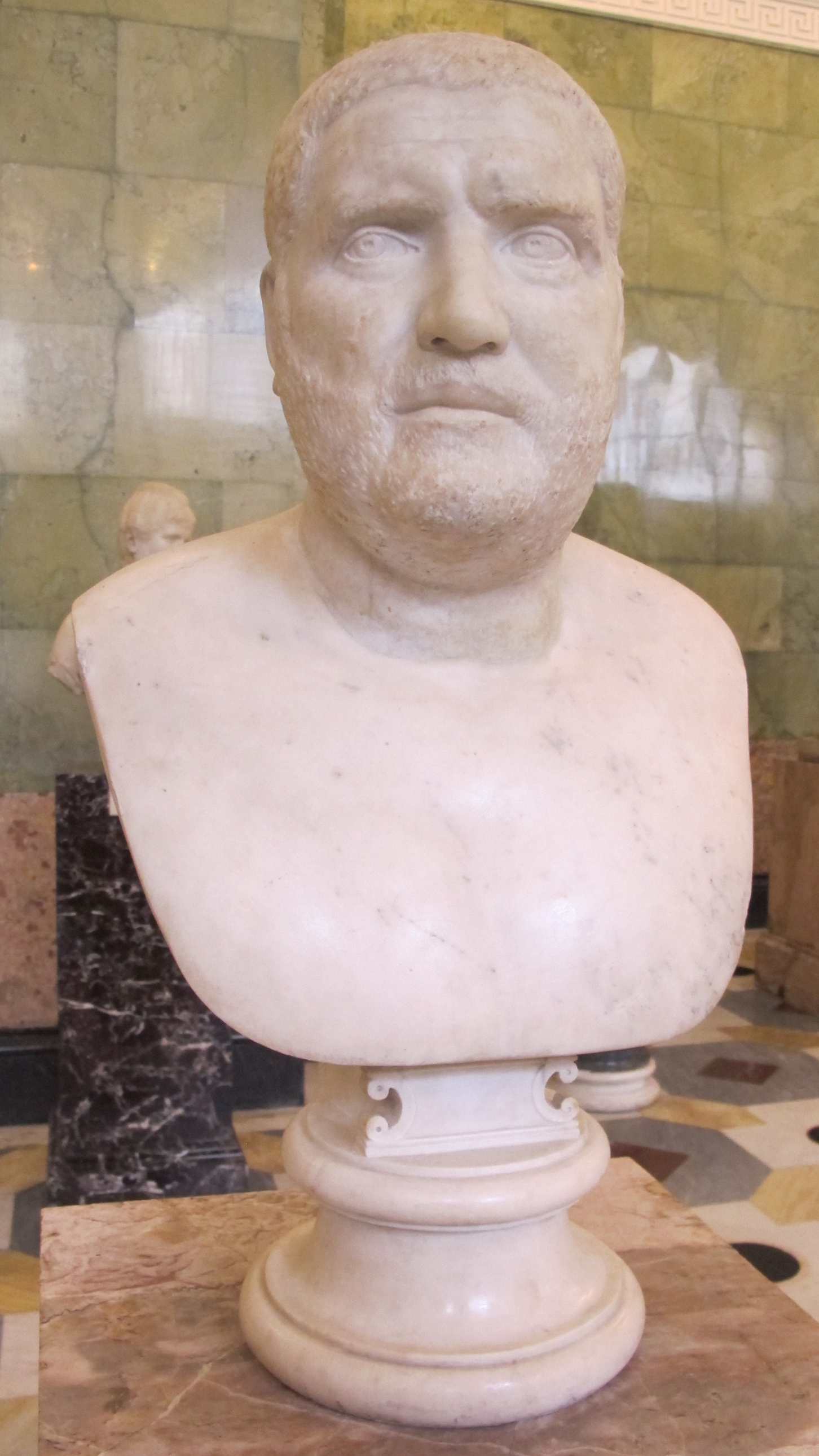
تمثال نصفي لبالبينوس.

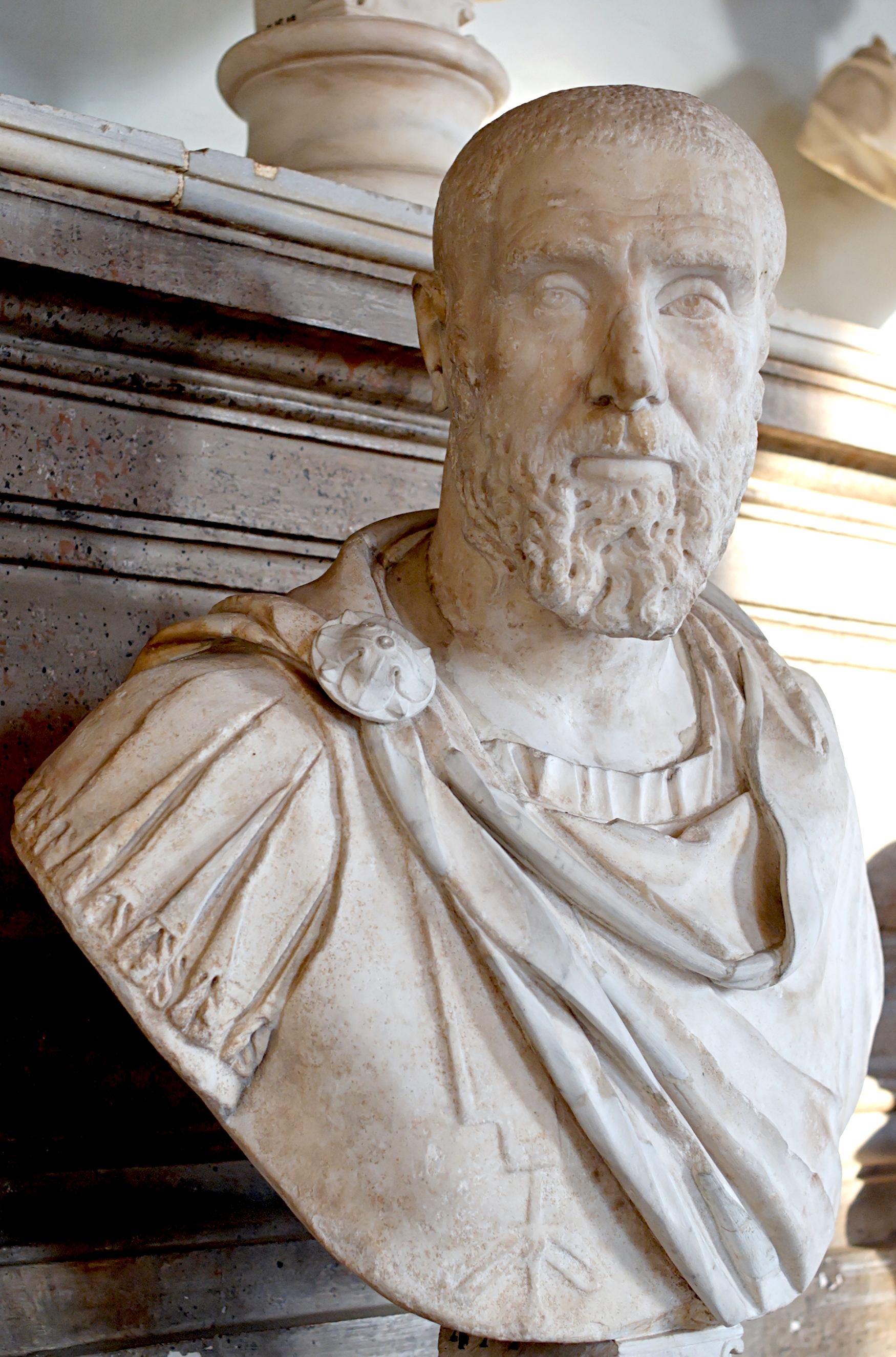
تمثال نصفي لبوبينوس

وبعد دعم قضية جورديان، ومواجهة التهديد الذي شكله ماكسيمينوس القادم من الحدود، اضطر مجلس الشيوخ إلى مواصلة النضال، وتعيين بوبينوس وبالبينوس إمبراطورين مشاركين في معبد جوبيتر أوبتيموس ماكسيموس في 22 أبريل 238. ومع ذلك، اندلعت انتفاضة من جانب عامة الناس في روما، وخاصة أنصار حزب جورديان، الذين أرادوا انتخاب شخص من عائلة المتمردين المهزومين إمبراطورًا. اتفق بوبينوس وبالبينوس على تعيين ابن ماسيا فوستينا، أخت جورديانوس الثاني وابنة جورديانوس الثاني، قيصرًا. إرسل بوبينوس، بسبب مسيرته العسكرية، ضد ماكسيمينوس كرئيس للجيش، بينما بقي بالبينوس في روما لقمع ثورة عامة مؤيدة لجورديانوس الثالث. عندما توفي ماكسيمينوس ثراكس (أواخر أبريل إلى أوائل مايو)، دفع بوبينوس أموال قوات ماكسيمينوس، وعاد إلى روما، وتراجع مع بالبينوس وجورديان الثالث إلى القصر الإمبراطوري. وبعد فترة وجيزة بدأت أعمال شغب جديدة في المدينة. شارك بالبينوس لاحقًا في الاشتباك مع أنصار جورديان الثالث، وكانت المدينة تحترق بسبب الحرائق التي أشعلها مثيرو الشغب. ومع وجود الإمبراطورين المشاركين، استقر الوضع، لكن القلق ظل قائما. كان بالبينو وبوبينو يخشيان أن يغتالوا من قبل بعضهما البعض. ومع ذلك، كان الخوف من أن يقوم الأباطرة، الذين اختارهم مجلس الشيوخ، بحل الحرس البريتوري واستبداله بالحرس الجرماني هو الذي دفع بعض الحرس البريتوري إلى القيام بانقلاب. تمكن الحرس البريتوري من اختراق القصر الإمبراطوري وأسر الإمبراطورين وقتلهما بعد فترة وجيزة. ثم أعلن الحرس البريتوري أنفسهم جورديان الثالث الإمبراطور الوحيد. كان بوبينوس وبالبينوس قد حكما لمدة تقل قليلاً عن ثلاثة أشهر. العملات المعدنية الصادرة في عهدهما القصير تظهر أحدهما على وجه، والأخرى يدين متشابكتين لترمز إلى قوتهما المشتركة.

### عملات Pupienus و Balbinus
| بالبينوس وبوبينوس | بالبينوس وبوبينوس | بالبينوس وبوبينوس                                                                                        | بالبينوس وبوبينوس | بالبينوس وبوبينوس                                   | بالبينوس وبوبينوس  | بالبينوس وبوبينوس                                        |
| صورة              | قيمة              | وجه العملة                                                                                               | العكس | تاريخ                                               | الوزن والقطر       | الكتالوج                                                 |
| ----------------- | ----------------- | --- | --- | --------------------------------------------------- | ------------------ | -------------------------------------------------------- |
|                   | ديناريوس          | IMP CM COLD PVPIENUS AVG، الرأس نحو اليمين مع الغار على الرأس، والستائر على الكتفين                      | كونكورديا أفغ (أوستوروم)، الإلهة كونكورديا جالسة متجهة إلى اليسار، تحمل باتيرا وقرنين من القرن                           | سكت في عام 238 (دار سك روما القديمة، الإصدار الأول) | 19 ملم، 2.82 جرام  | RIC Pupienus ، IV 1؛ RSC 6.                              |
|                   | ديناريوس          | IMP C(aesar) D CAEL BALBINVS AVG، يتجه نحو اليمين مع إكليل الغار على الرأس، وستائر على الكتفين           | IOVI CONSE-RVATORI، كوكب المشتري يقف متجهًا إلى اليسار، ممسكًا بصاعقة في يده اليمنى وصولجانًا يرتكز على الأرض في يده اليسرى | سكت في عام 238 (دار سك العملة في روما القديمة)      | 3.21 جرام          | RIC Balbinus ، IV 2؛ RSC 8.                              |
|                   | سيسترتيوس         | IMP CAES(ar) D CAEL BALBINVS AVG، يتجه نحو اليمين مع إكليل الغار على الرأس، ودرع صدري وستائر على الكتفين | فيكتوريا AVGG(ustorum)، النصر يقف متجهًا إلى اليسار، ممسكًا بتاج وفرع نخيل                                                 | سكت في عام 238 (دار سك روما القديمة، الإصدار الأول) | 30 ملم، 22.56 جرام | ريك بالبينوس ، الرابع 25؛ بمكر 40-1؛ بانتي 9.            |
|                   | أنطونيوس          | IMP CAES(ar) D CAEL BALBINVS AVG، رأس متوج نحو اليمين، درع صدري وغطاء على الكتفين                        | PIETAS MVTVA AVGG(ustorum)، يدين تتصافحان كعلامة على الاتفاق بين بالبينوس وبوبينوس                                       | سكت في عام 238 (دار سك العملة في روما القديمة)      | 24 ملم، 4.57 جرام  | ريك بالبينوس ، الرابع 11؛ آر إس سي 6؛ بي إم سي آر إي 71. |
|                   | أنطونيوس          | IMP CM COLD PVPIENVS AVG، رأس متوج نحو اليمين، درع صدري وغطاء على الكتفين                                | PATRES SENATVS، يدان تتصافحان في إشارة إلى الاتفاق بين Balbinus و Pupienus                                               | سكت في عام 238 (دار سك العملة في روما القديمة)      | 21 ملم، 5.31 جرام  | ريك بوبينوس ، الرابع 11 أ؛ بمكر 81؛ آر إس سي 19.         |

## جورديان الثالث (238-244)

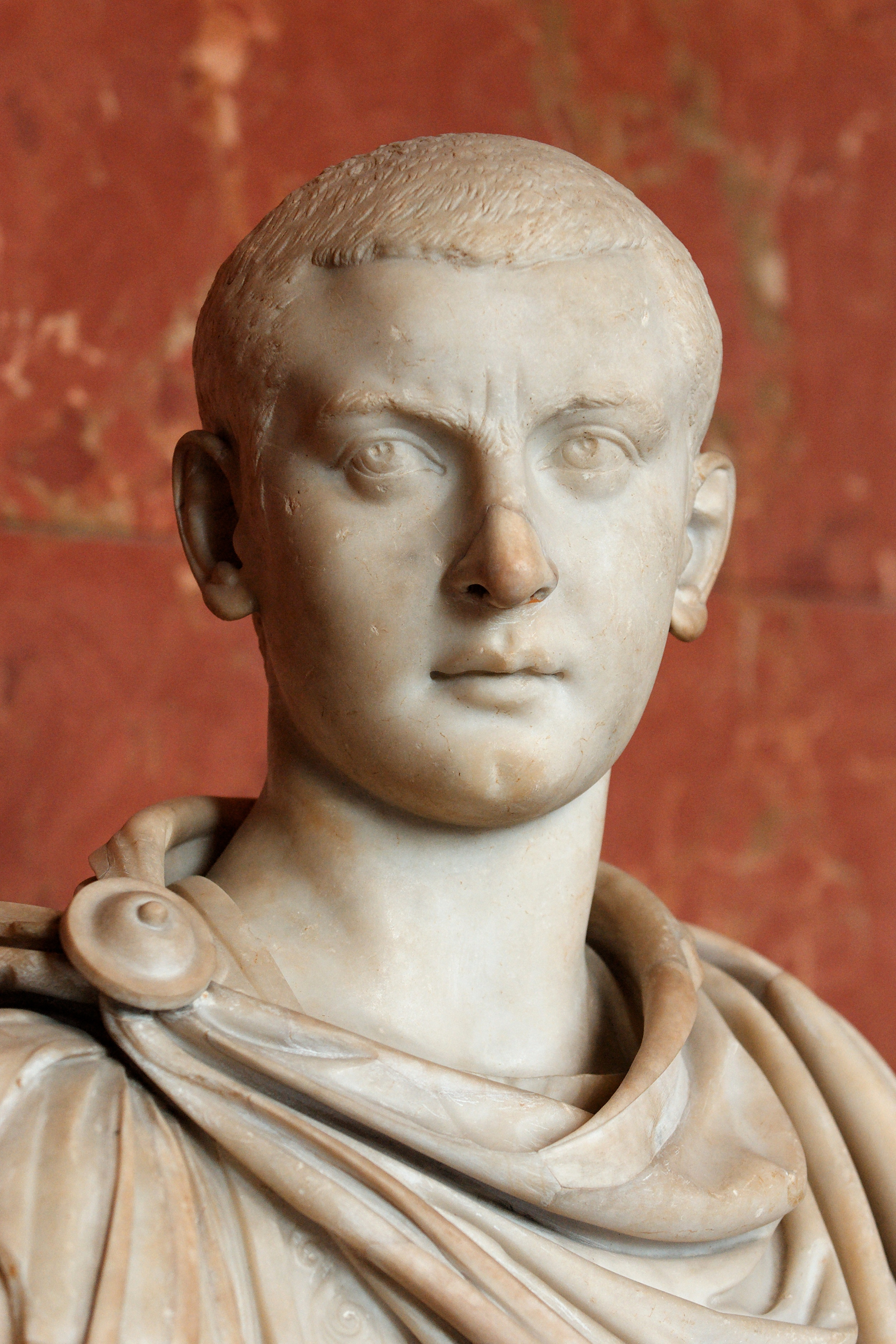
تمثال نصفي لجورديان الثالث، في متحف اللوفر.

مارك أنطونيوس جورديانوس (جورديان الثالث)، كان إمبراطورًا رومانيًا من عام 238 حتى وفاته أثناء حملة عسكرية في الشرق ضد الساسانيين. وبسبب صغر سنه (اعتلى العرش في سن الثالثة عشرة وحكم حتى التاسعة عشرة)، كانت الحكومة الإمبراطورية في أيدي الحكام المنتمين إلى طبقة الأرستقراطيين في مجلس الشيوخ. في الواقع، بين أواخر عام 240 وأوائل عام 241، عيّن الإمبراطور غايوس فوريوس سابينيوس أكويلا تيميسيثيوس حاكمًا للمحكمة، وتزوج ابنته. كان تيميسيثيوس، الذي كان قد تولى بالفعل إدارة العديد من المقاطعات، يحمل لقب حامي الجمهورية. وباعتباره رئيس الحرس البريتوري ووالد زوجة الإمبراطور، سرعان ما أصبح تايمزيثيوس المحكم الفعلي للإمبراطورية الرومانية. وفي هذه الأثناء، استفاد جورديان من هذه المساعدة، فأصبح رمزًا لوحدة الإمبراطورية وحصل على دعم الشعب.
تذكر المصادر الفارسية أنه في أوائل عام 244، اشتبك الفرس والرومان في معركة ميسيشي ( الفلوجة حاليًا)، والتي انتهت بهزيمة الرومان. قام سابور الأول بتغيير اسم المدينة إلى فيروز سابور ("سابور المنتصر") واحتفل بالنصر من خلال نقش في نقش رستم ادعى فيه أنه قتل جورديان. ومع ذلك، لا تذكر المصادر الرومانية أي شيء عن المعركة وتشير إلى أن جورديان توفي في قرقيسيا، على بعد أكثر من 300 كيلومتر شمال فيروز سابور، لكنها لا تذكر سبب وفاة الإمبراطور، على الرغم من أن حاكم الولاية، فيليب، الذي خلفه على العرش، كان يوصف غالبًا بأنه المحرض على اغتياله. وعلى الرغم من معارضة الإمبراطور الجديد، فقد تأل بعد وفاته لإرضاء الشعب ومنع التمرد.
| اللقب الإمبراطوري   | عدد المرات | تاريخ |
| ------------------- | ---------- | --- |
| تريبيونيسيا بوتستاس | 7 مرات     | أولاً في مايو 238، ثم تجدد سنويًا في 10 ديسمبر                                                                          |
| القنصل              | مرتين      | في 239 وفي 241. |
| ألقاب النصر         | مرة واحدة  | إنفيكتوس (لم يُهزم أبدًا).                                                                                              |
| الإمبراطور          | 7 مرات     | أولاً عند توليه السلطة الإمبراطورية في مايو 238، ثم مرة أخرى في 239 (II)، 240 (III)، 241 (IV)، 242 (V وVI) و243 (VII). |
| عناوين أخرى         |            | بونتيفكس مكسيموس، باتر باتريا، بيوس، وفيليكس في 238.                                                                  |

### المواضيع الرئيسية

#### حفل زفاف لفوريا سابينا ترانكويلينا
في أواخر عام 240 وأوائل عام 241، عيّن الإمبراطور جورديان الثالث جايوس فوريوس سابينيوس أكويلا تيميسيثيوس حاكمًا للمحكمة وتزوج ابنته، فوريا سابينا ترانكويلينا، في الصيف التالي، كما احتفل به أيضًا في عملة ذلك العام.
| جورديان الثالث وترانكيلينا | جورديان الثالث وترانكيلينا | جورديان الثالث وترانكيلينا                                                                                                | جورديان الثالث وترانكيلينا | جورديان الثالث وترانكيلينا | جورديان الثالث وترانكيلينا | جورديان الثالث وترانكيلينا                              |
| صورة                       | قيمة                       | وجه العملة | العكس | تاريخ                      | الوزن والقطر               | الكتالوج                                                |
| -------------------------- | -------------------------- | --- | --- | -------------------------- | -------------------------- | ------------------------------------------------------- |
|                            | أنطونيوس                   | سابينا ترانكفيلينا متوسط، يتجه نحو اليمين مع تاج وشعار على الرأس، وستائر على الصدر                                        | كونكورديا أفغ (أوستوروم)، جورديان الثالث يقف إلى اليمين، ممسكًا بمخطوطة في يده اليسرى، يصافح عروسه ترانكويلينا التي تقف أمامه، التفتت إلى اليسار      | سكت في عام 241             | 21.41 جرامًا                | ريك جورديانوس الثالث، الرابع 250 (جورديان)؛ آر إس سي 4. |
|                            | سيسترتيوس                  | رأس جورديان الثالث المتوج على الطراز القديم يرتدي درعًا وستائر (يسار)، وزوجته ترانكويلينا على اليمين، يواجهان بعضهما البعض | تيكي جالسة على صخرة، تحمل قاربًا صغيرًا أثناء عبورها نهرًا؛ في الأعلى يوجد برج القوس (رمز الفيلق الأول البارثي المتمركز في سينجارا )، يطلق سهمًا من قوسه | سُكّت في 243/244؟            | 33 ملم، 26.18 جرام         | BMC ص. 135، 7. رقم البحث 3804.                          |

#### الحملة الساسانية
ومع صعود أول حاكم ساساني، أردشير الأول، عادت الجيوش الفارسية إلى مهاجمة الإمبراطورية الرومانية بقوة أكبر. في الواقع، في عام 230، تقدمت الجيوش الساسانية إلى بلاد ما بين النهرين الرومانية، وحاصرت العديد من الحاميات الرومانية على طول نهر الفرات، وحاولت أيضًا، دون جدوى، غزو نصيبين (مركز التجارة مع الشرق والصين)، وربما غزو المقاطعات الرومانية في سوريا وكابادوكيا. وفي العام التالي (231)، نظم الإمبراطور ألكسندر سيفيروس حملة عسكرية ضد الجيوش الساسانية. أثبتت الحملة العسكرية نجاحها بالنسبة للرومان، حيث استعادت الأراضي التي فقدوها في بلاد ما بين النهرين في سياق التقدم الساساني في 229-230، وظل الساسانيون هادئين حتى 239-240، بينما حصل الإسكندر على ألقاب بارثيكوس ماكسيموس وبيرسيكوس.
بدءًا من عام 238/239، قاد غزو جديد واسع النطاق من قبل الجيوش الساسانية إلى حصار مدينة دورا أوروبوس المحصنة، وهي موقع روماني متقدم على نهر الفرات. في العام التالي، نجح أردشير الأول أخيرًا في إنجازه المتمثل في احتلال وتدمير مدينة الحضر المعقلية المهمة المتحالفة مع الرومان، ثم احتل جزءًا كبيرًا من بلاد ما بين النهرين الرومانية (بما في ذلك الحصون الفيلقية في ريسينا وسينجارا بالإضافة إلى الحصن المساعد في زكوراي، عين سنان في الوقت الحاضر، وربما حاصر واحتل أنطاكية أيضًا، كما يبدو أنه يشير إلى حقيقة أنها توقفت عن سك العملات المعدنية لعامي 240 و241.
جورديان الثالث، بعد تعبئة الجيش، سار شرقًا، مع قيادة الحملة الموكلة إلى حميه تايمزيثيوس، والحاكم الآخر للبريتوريوم، جايوس يوليوس بريسكوس. سادت الجيوش الرومانية طوال عام 243، وهزمت الفرس مرارًا وتكرارًا، وأخذت منهم حران ونصيبين، وسينجارا، ثم هزمتهم في معركة ريساينا. ترك الموت المفاجئ لتيميسيتيوس الإمبراطور الشاب يفتقر إلى الخبرة العسكرية اللازمة، مما عرض سلامة جيوشه ونفسه للخطر. تذكر المصادر الفارسية أنه في وقت مبكر من العام، اشتبك الفرس والرومان مرة أخرى في معركة ميسيشي، والتي انتهت بهزيمة الرومان وموت جورديان. ومع ذلك، فإن المصادر الرومانية لا تذكر المعركة وتشير إلى أن جورديان مات بالقرب من سيرسيسيوم، مما يترك الشك في أنه قُتل على يد الحاكم البريتوري فيليب العربي، الذي خلفه على العرش فيما بعد.
| جورديان الثالث والحملة الساسانية | جورديان الثالث والحملة الساسانية | جورديان الثالث والحملة الساسانية                                       | جورديان الثالث والحملة الساسانية                                                                                 | جورديان الثالث والحملة الساسانية    | جورديان الثالث والحملة الساسانية                                                        | جورديان الثالث والحملة الساسانية       |
| صورة                             | قيمة                             | وجه العملة                                                             | العكس | تاريخ                               | الوزن والقطر                                                                            | الكتالوج                               |
| -------------------------------- | -------------------------------- | ---------------------------------------------------------------------- | --- | ----------------------------------- | --------------------------------------------------------------------------------------- | -------------------------------------- |
|                                  | أنطونيوس                         | إمب سيس م أنت جورديانفس متوسط الحجم، رأس وتمثال نصفي مع درع وستائر.    | PAX AVGVSTI، السلام يقف إلى اليسار، ممسكًا بغصن وصولجان                                                           | 240-242؟ (قبل بدء الحرب الساسانية؟) | 4.59 جرام (سك نقود أنطاكية)                                                             | ريك جورديانوس، IV 189a؛ آر إس سي 174أ. |
|                                  | سيسترتيوس                        | إمب جورديانفس بيفس فيل أف جي بي إم، رأس تمثال نصفي ودرع مع درع وستارة. | رئيس الوزراء TR PV COS II PP، جورديان يقف إلى اليسار، ممسكًا بكرة في يده اليسرى ورمحًا مائلًا في يده اليمنى         | 242                                 | 28 مم، 17.86 جرام (دار سك العملة في روما القديمة، الورشة السادسة، الإصدار العاشر)       | ريك جورديانوس، IV 307a؛ بانتي 75.      |
|                                  | سيسترتيوس                        | إمب جورديانفس بيفس فيل أف جي بي إم، رأس تمثال نصفي ودرع مع درع وستارة. | فيكتوريا أيتر (نيتاتيس)، النصر يقف إلى اليسار، ممسكًا بكف ودرع فوق أسير (ساساني) يجلس على يسارها؛ SC على الجانبين | 244                                 | 31 مم، 20.92 جرام (دار سك العملة الرومانية القديمة، الورشة الخامسة، الإصدار الثالث عشر) | ريك جورديانوس، IV 337a؛ بانتي 105.     |
|                                  | سيسترتيوس                        | إمب جورديانفس بيفس فيل أف جي بي إم، رأس تمثال نصفي ودرع مع درع وستارة. | MARS PROPVGNAT(or)، المريخ يتقدم إلى اليمين، يحمل درعًا ورمحًا مائلًا؛ SC على الجانبين                              | يناير أو فبراير 244                 | 29 مم، 22.08 جرام (دار سك العملة في روما القديمة، الورشة السادسة، الإصدار الثالث عشر)   | ريك جورديانوس، الرابع 332؛ بانتي 52.   |

## فيليب العربي (244-249)

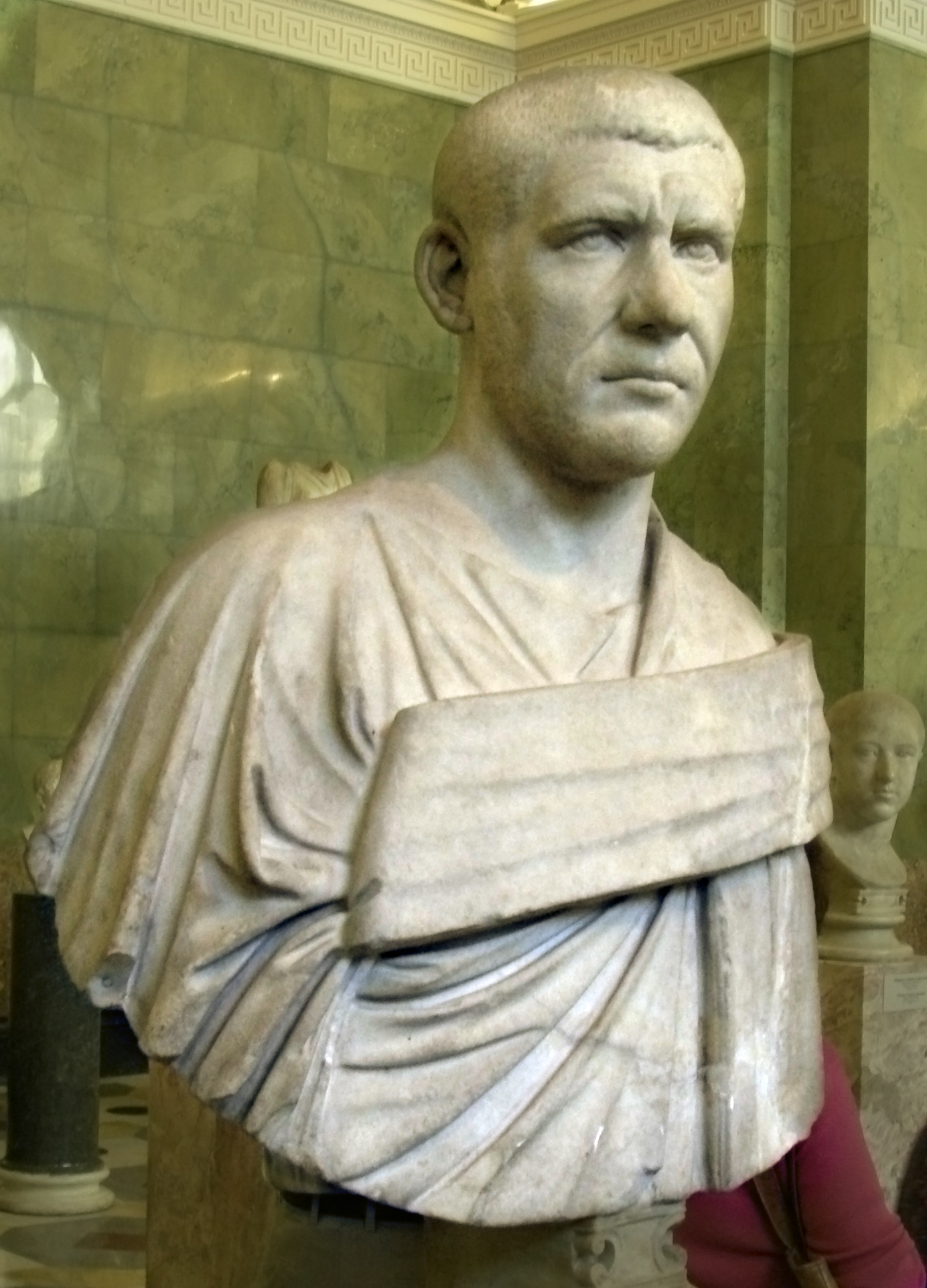
تمثال نصفي لفيليب العربي.

لا يُعرف الكثير عن حياة فيليب العربي ومسيرته السياسية قبل اعتلائه العرش. وُلد في شهبا، إحدى ولايات سوريا، وهي بلدة صغيرة تبعد حوالي 80 كيلومترًا جنوب شرق دمشق. في ثلاثينيات القرن الثالث، تزوج فيليب من مارسيا أوتاسيليا سيفيرا، وأنجب منها ابنًا اسمه ماركوس يوليوس سيفيروس فيليب. في عام 243، خلال حملة غورديان الثالث على الساسانية، توفي تيميسيثيوس، حاكم الولاية، في ظروف غامضة. بناءً على اقتراح الحاكم الآخر، غايوس يوليوس بريسكوس، شقيق فيليب، عُيّن الأخير خليفةً لتيميسيثيوس، مما سمح للأخوين بالسيطرة على الإمبراطور الشاب والإمبراطورية كأوصياء.
بعد هزيمته في معركة ميسيكي، أمر جورديان الثالث الجيش بالانسحاب، لكنه توفي في الطريق. ثم نُصِّب فيليب إمبراطورًا.
حرصًا منه على عدم تكرار أخطاء الأباطرة السابقين، أُقنع بالذهاب إلى روما لتعزيز مكانته في مجلس الشيوخ. عيّن ابنه الصغير ماركوس يوليوس سيفيروس فيليب (الذي أصبح لاحقًا شريكًا في أغسطس) قيصرًا. لذا، كان حكم فيليب يهدف إلى صد غزوات البرابرة المستمرة على طول حدود الدانوب (245-248)، وحصل على لقبي جرمانيكوس ماكسيموس وكاربيكوس ماكسيموس.
اندلعت سلسلة من الثورات عام 248. في الشرق، قاد جوتابيان ثورة ضد الإجراءات الحكومية والضرائب المفرطة في الأراضي التي يحكمها شقيق فيليب، بريسكوس. في ميسيا وبانونيا، نال باكاتيان إمبراطورًا من قبل القوات، لكن الثورة قمعها الإمبراطور المستقبلي غايوس ميسيوس كوينتوس ديسيوس، الذي عُيّن آنذاك مسؤولاً عن المقاطعتين. أخيرًا، جاء دور سيلباناكوس وسبونسيانوس، المحرضين على العديد من الثورات، والتي لم تُسفر عن نتائج.
أُرسل ديكيوس إلى المنطقة لمعاقبة وقيادة الفيالق التي دعمت المغتصبين، ولكنه أُعلن إمبراطورًا على جيش الدانوب في ربيع عام 249، وسار على الفور نحو روما. التقى جيش فيليب بجيش المغتصب قرب فيرونا في أوائل الصيف، وفي المعركة التي تلت ذلك، انتصر ديكيوس وقُتل فيليب. وعندما وصلت الأخبار إلى روما، اغتيل سيفيروس فيليب، وريث فيليب البالغ من العمر أحد عشر عامًا، على يد الحرس البريتوري.
| اللقب الإمبراطوري   | عدد المرات       | تاريخ                                                                                                |
| ------------------- | ---------------- | --- |
| تريبيونيسيا بوتستاس | 6 مرات           | أولاً في فبراير 244، ثم تجدد سنويًا في 10 ديسمبر.                                                      |
| القنصل              | .ثلاث مرات       | في 245، 247، و248.                                                                                   |
| ألقاب النصر         | 5 مرات           | أديابينيكوس (؟)، كاربيكوس مكسيموس (247)، جرمانيكوس (246)، بارثيكوس مكسيموس، وبيرسيكوس مكسيموس (244). |
| الإمبراطور          | 6 مرات على الأقل | أولاً عند صعوده إلى العرش، ثم في 244 (II، III و IV)، 246 (V)، 247 (VI).                               |
| عناوين أخرى         |                  | بونتيفيكس مكسيموس، باتر باتريا، بيوس، وفيليكس في 244.                                                |

### المواضيع الرئيسية

#### نهاية الحرب ضد الساسانيين
توفي الإمبراطور جورديان فجأة وبنى له جنوده نصبًا تذكاريًا في قرقيسيا (على ضفة نهر الفرات، في موقع زايثا). لا يُعرف ما إذا كان قد مات في معركة أم على يد خليفته، حاكم الولاية، فيليب العربي، مما أدى إلى انسحاب الجيوش الرومانية، وسلام حكم به زوسيموس، وربما خسارة جزء من بلاد ما بين النهرين وأرمينيا، على الرغم من أن فيليب حمل لقب Persicus maximus. تروي مقولة Res gestae divi Saporis، وهي مقولة دعائية للإمبراطور الساساني:
 
وبناءً على ذلك، عهد فيليب بالشرق الروماني إلى أخيه، جايوس يوليوس بريسكوس، الذي عُيّن رئيسًا لأورينتس، بينما أُعيد تنظيم خط الدفاع في بلاد ما بين النهرين حول المدن الحصينة نصيبين، وسيركيسيوم، وريساينا.
| فيليب العربي والساسانيون | فيليب العربي والساسانيون | فيليب العربي والساسانيون                                       | فيليب العربي والساسانيون                                 | فيليب العربي والساسانيون | فيليب العربي والساسانيون | فيليب العربي والساسانيون                       |
| صورة                     | قيمة                     | وجه العملة                                                     | العكس                                                    | تاريخ                    | الوزن والقطر             | الكتالوج                                       |
| ------------------------ | ------------------------ | -------------------------------------------------------------- | -------------------------------------------------------- | ------------------------ | ------------------------ | ---------------------------------------------- |
|                          | أنطونيوس                 | IMP CM IVL PHILIPPVS PF AVG PM، رأس ذو تاج مشع، يرتدي درع صدري | PAX FVNDATA CVM PERSIS، السلام واقفًا، يحمل غصنًا وصولجانًا | سكت في عام 244           | 22 ملم، 4.27 جرام        | ريك فيليبس, رابعا, 69; هنتر 120; آر إس سي 113. |

#### ألف عام من تأسيس روما
في أبريل 248، ترأس فيليب الاحتفال بالذكرى السنوية الألف لتأسيس روما، التي تأسست عام 753 قبل الميلاد. وقد احتُفل بهذا الحدث بألعاب دنيوية وعملات معدنية ثمينة. ووفقًا للتقارير المعاصرة، تضمنت الاحتفالات ألعابًا وعروضًا مسرحية في جميع أنحاء المدينة. تحمل العملات المعدنية العديد من الموضوعات مثل عمود يحمل نقش MILIARIUM SAECULUM أو عمود يحمل نقش COS III أو نقش LUDI SAECULARES AUGG أو ذئبة الكابيتولين التي ترضع رومولوس وريموس، وأسدًا، وغزالًا، وظبيًا، ومعبدًا سداسي الأضلاع مع تمثال روما في المنتصف ونقش SAECULUM NOVUM.
| ألف عام من التاريخ الروماني | ألف عام من التاريخ الروماني | ألف عام من التاريخ الروماني                                    | ألف عام من التاريخ الروماني                                                                              | ألف عام من التاريخ الروماني | ألف عام من التاريخ الروماني | ألف عام من التاريخ الروماني |
| صورة                        | قيمة                        | وجه العملة                                                     | العكس | تاريخ                       | الوزن والقطر                | الكتالوج                    |
| --------------------------- | --------------------------- | -------------------------------------------------------------- | --- | --------------------------- | --------------------------- | --------------------------- |
|                             | أنطونيوس                    | إمب فيليبس متوسط العمر، رأس ذو تاج مشع، يرتدي درع صدري         | SAECULARES AUGG، حجر تذكاري يخلد ذكرى الألفية الأولى من التاريخ الروماني مكتوب عليه COS III (على سطرين)  | سكت في عام 248              | 22 ملم، 4.3 جرام؟           | ؟                           |
|                             | أنطونيوس                    | الإمبراطور فيليبس متوسط، الرأس ذو التاج المشع، يرتدي درع الصدر | SAECULARES AUGG، ذئبة الكابيتول ترضع رومولوس وريموس لإحياء ذكرى الألفية الأولى من التاريخ الروماني       | سكت في عام 248              | 22 ملم، 4.3 جرام؟           | كوهين 178.                  |
|                             | أنطونيوس                    | الإمبراطور فيليبس متوسط، الرأس ذو التاج المشع، يرتدي درع الصدر | SAECULARES AUGG، أسد يمثل الألعاب العلمانية التي تحيي ذكرى الألفية الأولى من التاريخ الروماني            | سكت في عام 248              | 22 ملم، 4.3 جرام؟           | كوهين 173.                  |
|                             | أنطونيوس                    | الإمبراطور فيليبس متوسط، الرأس ذو التاج المشع، يرتدي درع الصدر | SAECULARES AUGG، ظبي يمثل الألعاب العلمانية التي تحيي ذكرى الألفية الأولى من التاريخ الروماني            | سكت في عام 248              | 22 ملم، 4.3 جرام؟           | كوهين 188.                  |
|                             | أنطونيوس                    | الإمبراطور فيليبس متوسط، الرأس ذو التاج المشع، يرتدي درع الصدر | SAECULUM NOVUM، معبد سداسي الأضلاع مع تمثال روما في وسطه، إحياءً لذكرى الألفية الأولى من التاريخ الروماني | سكت في عام 248              | 22 ملم، 4.3 جرام؟           | كوهين 198.                  |

#### الحرب في حدود الدانوب
بدأ حكم فيليب بحملات عسكرية ضد شعوب شمال نهر الدانوب. في عام 246، حقق نجاحًا باهرًا ضد شعوب غوادي الجرمانية على جبهة بانونيا، مما أدى إلى حصوله على لقب "جرمانيكوس ماكسيموس". في عام 247، استؤنف الهجوم الروماني على جبهة نهر الدانوب السفلي ضد نهر كاربي، فمنحه أوسمة جديدة ولقب "كاربيكوس ماكسيموس".
في عام 248، شنّ القوط، الذين رُفضت مساهمتهم السنوية التي وعد بها غورديان الثالث، وقبائل الكاربي، شركاؤهم، على مقاطعة مويسيا السفلى، غزوًا جديدًا. وأوقف الغزو في النهاية قائد فيليب العربي، ديكيوس تراجان، الإمبراطور المستقبلي، في مدينة مارسيانوبوليس، التي ظلت محاصرة لفترة طويلة.
| ليمون الدانوب | ليمون الدانوب | ليمون الدانوب                                             | ليمون الدانوب | ليمون الدانوب  | ليمون الدانوب      | ليمون الدانوب                                                 |
| صورة          | قيمة          | وجه العملة                                                | العكس | تاريخ          | الوزن والقطر       | الكتالوج                                                      |
| ------------- | ------------- | --------------------------------------------------------- | --- | -------------- | ------------------ | ------------------------------------------------------------- |
|               | أنطونيوس      | الإمبراطور فيليبس الخامس، الرأس مع التاج، يرتدي درع الصدر | فيكتوريا كاربيكا، النصر يتقدم إلى اليمين، ممسكًا بنخلة وإكليل الغار                                                               | سكت في عام 245 | 23 ملم، 4.35 جرام  | العملات الإمبراطورية الرومانية، فيليبس ، الرابع، 66؛ RSC 238. |
|               | مثل           | IMP M IVL PHILIPPVS AVG، رأس مع تاج، يرتدي درع صدري       | مقاطعة داسيا، نقش في الأسفل AN II، تقع داسيا بين شارتين للفيلق الخامس المقدوني (رمز النسر) والفيلق الثالث عشر جيمينا (رمز الأسد) | سكت في 247/248 | 29 ملم، 16.47 جرام | أمنغ أنا 9؛ فاربانوف 6 فار. ملحق ميونيت. ثانيا 5.             |

## ديكيوس تراجانوس (249-251)
المصادر التاريخية لحياة ديكيوس مجزأة، مما يُصعّب إعادة بناء تاريخ حكمه وأصوله. يُعرف من أوريليوس فيكتور أنه كان عسكريًا محترفًا من أصل إيليري، وهو سلف ما يُسمى بالأباطرة الإيليريين، وأن هذه السمة احتُفي بها في عملاته من خلال النقوش PANNONIAE أو GENIVS EXERCITUS ILLVRICIANI.
خلال فترة حكمه، حاول الإمبراطور ديكيوس رفع معنويات الإمبراطورية، التي كانت قد تدهورت في القرن الثالث، بالاعتماد على استعادة التقاليد، لكن خياره لم يكن مناسبًا لدولة سريعة التغير. ولم يتمكن من مواجهة الغزوات الجرمانية.
استندت سلطة ديكيوس إلى أرستقراطية مجلس الشيوخ والجيش، وقد قدّم نفسه لكليهما على أنه مُعيد للتقاليد، من خلال الدعاية المناسبة، بما في ذلك الدعاية المالية، وبتبني سمات الأمراء التي تُذكّر بنهاية الجمهورية وبداية الإمبراطورية. سياسيًا، أعاد ديكيوس تقييم المناصب الجمهورية. تولى منصب القنصل لكل سنة من سنوات حكمه؛ وأعاد سلطة الرقابة بتعيين بوبليوس ليسينيوس فاليريان رقيبًا؛ وتولى قيادة القوات في ساحة المعركة ومنح الجنود أوسمة بغض النظر عن رتبهم.
عاد إلى سلالة الأباطرة الخمسة الصالحين باتخاذ اسم تراجان تكريمًا للإمبراطور تراجان وإشارةً إليه. بعد عشرين عامًا، استأنف برنامجًا للبناء العام في روما: رمم الكولوسيوم الذي تضرر من الزلزال، وبنى حمامات ديكيوس على نهر أفنتين.
سعى في النهاية إلى تأسيس سلالة، كما فعل فيليب من قبله: حصل أبناؤه هيرينيوس إتروسكوس وهوستيليانوس على لقب قيصر، ثم ترقى إيرينيوس إلى رتبة أغسطس في عام 251؛ وتعين هيرينيا إتروشيلا أوغستا.
| اللقب الإمبراطوري   | عدد المرات         | تاريخ                                                                                              |
| ------------------- | ------------------ | -------------------------------------------------------------------------------------------------- |
| تريبيونيسيا بوتستاس | 3 /(4؟) مرات       | أولاً حوالي منتصف عام 249، ثم تجدد سنويًا في 10 ديسمبر.                                              |
| القنصل              | 3 مرات             | في 232، 250، و251.                                                                                 |
| ألقاب النصر         | 3 مرات             | بارثيكوس مكسيموس (في 250)، جرمانيكوس مكسيموس (في 250)، داسيكوس مكسيموس، والمعيد داشياروم (في 250). |
| الإمبراطور          | على الأقل 2/3 مرات | أولاً في وقت صعوده إلى العرش، ثم في عام 250 (II و III).                                             |
| عناوين أخرى         |                    | بونتيفكس مكسيموس، باتر باتريا، بيوس، وفيليكس في 249.                                               |

### المواضيع الرئيسية
| ديكيوس تراجانوس | ديكيوس تراجانوس            | ديكيوس تراجانوس                                                                              | ديكيوس تراجانوس | ديكيوس تراجانوس                                 | ديكيوس تراجانوس                                                                            | ديكيوس تراجانوس                                                               |
| صورة            | قيمة                       | وجه العملة                                                                                   | العكس | تاريخ                                           | الوزن والقطر                                                                               | الكتالوج                                                                      |
| --------------- | -------------------------- | -------------------------------------------------------------------------------------------- | --- | ----------------------------------------------- | ------------------------------------------------------------------------------------------ | ----------------------------------------------------------------------------- |
|                 | المكورات العنقودية الذهبية | IMP CMQ TRAIANVS DECIVS AVG، رأس مزين بإكليل الغار، يرتدي درعًا صدريًا                         | فيكتوريا أفج، النصر يتقدم إلى اليسار، ممسكة بتاج في يدها اليمنى ونخلة في يدها اليسرى                                                                                           | سكت في عام 249/250                              | 4.31 جرام                                                                                  | ريك ديسيوس، الرابع، 29 أ؛ كوهين 107.                                          |
|                 | أنطونيوس                   | IMP CMQ TRAIANVS DECIVS AVG، رأس ذو تاج مشع، يرتدي درع صدري                                  | GENIVS EXERC ILLVRICIANI، عبقري يقف على اليسار، يحمل باتيرا وقرنة؛ لافتات على اليمين                                                                                           | سكت في عام 249/250                              | 21 ملم، 3.77 جرام                                                                          | ريك ديسيوس، الرابع 16 ج؛ هنتر 11 فار. (rev. legend); آر إس سي 49.             |
|                 | أنطونيوس                   | IMP CMQ TRAIANVS DECIVS AVG، رأس ذو تاج مشع، يرتدي درع صدري                                  | د-أسيا، داسيا تقف على اليسار، ممسكة بعصا عليها رأس حمار | سكت في عام 250                                  | 4.99 جرام                                                                                  | ريك ديسيوس، الرابع، 12ب؛ هنتر 7؛ آر إس سي 16.                                 |
|                 | سيسترتيوس مزدوج            | IMP CMQ TRAIANVS DECIVS AVG، رأس ذو تاج مشع، يرتدي درع صدري                                  | فيليسيتاس SAECVLI SC، الإلهة فيليسيتاس تقف في المقدمة، رأسها متجه إلى اليسار، تحمل عصا هرمس وقرن قرن.                                                                          | سكت في عام 250                                  | 34 مم، 31.80 جرام (دار سك العملة الرومانية القديمة، الورشة الرابعة، الإصدار الثالث)        | ريك ديسيوس، الرابع، 115؛ بانتي 9؛ كوهين 40.                                   |
|                 | سيسترتيوس                  | IMP CMQ TRAIANVS DECIVS AVG، رأس مزين بإكليل الغار، يرتدي درعًا صدريًا                         | PA-NNONI-AE، مقاطعتا بانونيا العليا والسفلى تقفان في مواجهة بعضهما البعض، ورؤوسهما متجهة إلى اليسار، وكل منهما تحمل فيكسيلوم؛ SC على الجانبين                                  | سكت في عام 250                                  | 27 مم، 19.43 جرامًا (دار سك العملة في روما القديمة، الورشة الثالثة، الإصدار الثالث والرابع) | ريك ديسيوس، الرابع، 124د؛ بانتي 22.                                           |
|                 | سيسترتيوس                  | Q HER ETR MES DECIVS NOB C، الرأس نحو يمين إرينيوس إتروسكوس، عباءة على الصدر، يرتدي درع صدري | PIETAS AVGVSTORVM، SC في التمرين؛ simpulum و aspergillum و إبريق و lituus موضوعة فوق باتيرا                                                                                    | سكت بين الربيع 250 ومنتصف 251                   | 27 ملم، 21 جرامًا                                                                           | ريك ديسيوس، الرابع، 168 أ، كوهين 15.                                          |
|                 | سيسترتيوس                  | IMP CAE C VAL HOS MES QVINTVS AVG، رأس مزين بإكليل الغار، يرتدي درعًا صدريًا                   | SECVRITAS AVGG SC، سيكيوريتاس يقف على اليسار، ويده على رأسه ومرفقه على عمود | سكت في عام 251                                  | 28 مم، 19.28 جرامًا (دار سك العملة الرومانية القديمة، الورشة الخامسة، الإصدار الأول)        | ريك ديسيوس، الرابع، 225؛ كوهين 60؛ بانتي 15.                                  |
|                 | أنطونيوس                   | IMP CAE TRA DECIVS AVG، رأس ذو تاج مشع، يرتدي درع صدري                                       | فيكتوريا جيرمانيكا، ديكيوس على ظهر حصان نحو اليسار، يرفع يده اليمنى ويحمل صولجانًا في يساره؛ على اليسار تتقدم الإلهة النصر نحو اليسار، تحمل غصنًا في يمينها وشجرة نخيل في يسارها | سكت في عام 251 (دار سك العملة في روما القديمة)؛ | 3.33 جرام                                                                                  | RIC Decius ، IV، 43 تصحيح (التوضيح الواضح)، والصفحات 10، 20 (موضحة)؛ RSC 122. |

## تريبونيانوس جالوس (251–253)

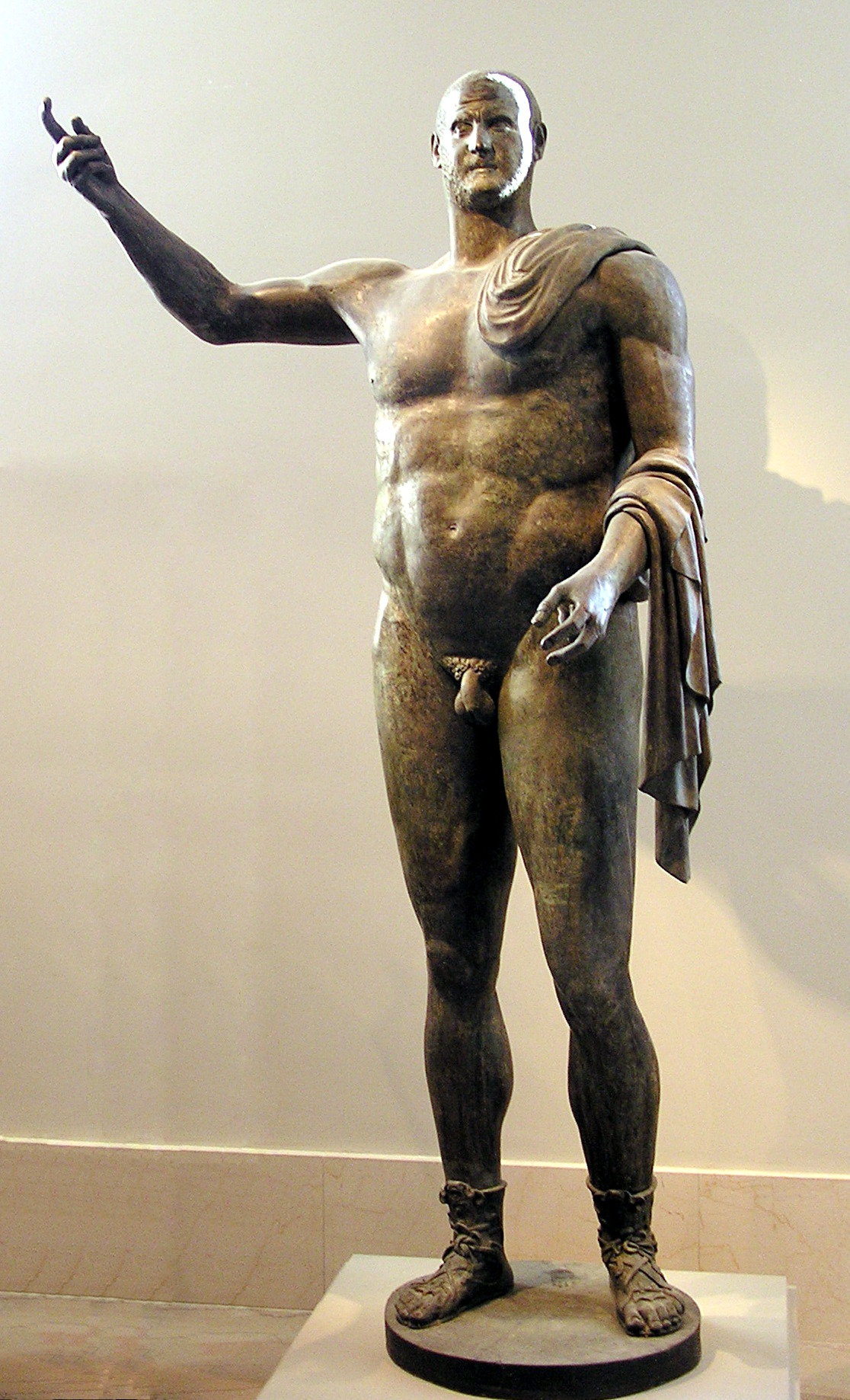
تمثال برونزي لتريبونيانوس جالوس.

كان غايوس فيبيوس تريبونيانوس غالوس إمبراطورًا رومانيًا من عام 251 إلى عام 253، مع ابنه فولوسيانوس. تميّز عهده بسلسلة طويلة من الكوارث، كالطاعون الذي ضرب روما لسنوات، وغزوات البرابرة خارج حدود الإمبراطورية، وسقوط سوريا (وفقًا لبعض المصادر التي حدثت خلال حكمه) بيد الساسانيين. وقد طبع جزءًا من برنامجه على العملات التي سكّها: "السلام الروماني".
| اللقب الإمبراطوري   | عدد المرات  | تاريخ                                                 |
| ------------------- | ----------- | ----------------------------------------------------- |
| تريبيونيسيا بوتستاس | 3/(4؟) مرات | أولاً حوالي شهر يونيو 251، ثم تجدد سنويًا في 10 ديسمبر. |
| القنصل              | مرتين       | في عام 240 ثم في عام 252.                             |
| ألقاب النصر         | مرة واحدة   | إنفيكتوس.                                             |
| الإمبراطور          | مرة واحدة؟  | عند الصعود إلى العرش.                                 |
| عناوين أخرى         |             | بونتيفكس مكسيموس، باتر باتريا، بيوس، وفيليكس في 251.  |

### المواضيع الرئيسية
| تريبونيانوس جالوس | تريبونيانوس جالوس | تريبونيانوس جالوس                                                                 | تريبونيانوس جالوس                                                                                          | تريبونيانوس جالوس | تريبونيانوس جالوس                                                               | تريبونيانوس جالوس                               |
| صورة              | قيمة              | وجه العملة                                                                        | العكس | تاريخ             | الوزن والقطر                                                                    | الكتالوج                                        |
| ----------------- | ----------------- | --------------------------------------------------------------------------------- | --- | ----------------- | ------------------------------------------------------------------------------- | ----------------------------------------------- |
|                   | أنطونيوس          | IMP CC VIB TREB GALLUS AVG، رأس تريبونيوس جالوس المشع نحو اليمين، الستارة والدروع | الحرية العامة، يقف الحرية على اليسار، ممسكًا بعمود معدني وصولجان مائل                                       | 251–253           | 21 مم، 3.60 جرام (سك نقود ميديولانوم)                                           | ريك، تريبونيانوس جالوس، الرابع 70؛ آر إس سي 68. |
|                   | أنطونيوس          | IMP CAE C VIB TREB GALLVS AVG، رأس ذو تاج مشع، يرتدي درع صدري                     | Aeternitas AVGG، Aeternitas تقف في مواجهة اليسار، وتحمل طائر الفينيق على الجرم السماوي وترفع حاشية تنورتها | سكت في عام 253    | 21 مم، 3.77 جرام (دار سك العملة في روما القديمة، الورشة الأولى، الإصدار الثالث) | RIC Trebonianus Gallus ، 30؛ RSC 13.            |

## إميليانوس (253)
كان إيميليانوس إمبراطورًا رومانيًا عام 253 لمدة ثلاثة أشهر، وارتقى العرش بعد إطاحة تريبونيانوس جالوس. بعد ذلك بوقت قصير، هزمه فاليريان، الذي أصبح، مع ابنه غالينوس، أغسطس الجديد. في البداية، نال لقب الإمبراطور من قبل قوات ميسيا، بعد أن قاد الجيوش الرومانية إلى النصر على القوط (يوليو 253).

### المواضيع الرئيسية
| إميليانو | إميليانو | إميليانو                                                   | إميليانو                                                                              | إميليانو       | إميليانو     | إميليانو                                      |
| صورة     | قيمة     | وجه العملة                                                 | العكس                                                                                 | تاريخ          | الوزن والقطر | الكتالوج                                      |
| -------- | -------- | ---------------------------------------------------------- | ------------------------------------------------------------------------------------- | -------------- | ------------ | --------------------------------------------- |
|          | أنطونيوس | IMP CAES AEMILIANVS PF AVG، رأس ذو تاج مشع، يرتدي درع صدري | مارتي باسيفيك (المُؤَسِّس)، المريخ يتقدم إلى اليسار، يحمل فرعًا ودرعًا وسيفًا                | سكت في عام 253 | 2.37 جرام    | ريك أميليانوس، 15 عامًا؛ هنتر 12؛ آر إس سي 23. |
|          | أنطونيوس | كورنيليا سوبيرا، اتجه نحو اليمين مع التاج والستائر         | فيستا، الإلهة فيستا تقف نحو اليسار، تحمل باتيرا في يدها اليمنى وصولجان في يدها اليسرى | سكت في عام 253 | 2.48 جرام    | ريك اميليانوس, 30; هنتر 1؛ آر إس سي 5.        |

## الفهرس
- Aurelius Victor. Epitome de Caesaribus e De Vita et Moribus Imperatorum Romanorum [Epitome of the Caesars] (باللاتينية). Archived from the original on 2025-06-09.
- مدونة النقوش اللاتينية.
- Cassius Dio. Storia Romana [History of Rome] (باللاتينية).
- Herodian. History of the Empire from the Death of Marcus.
- Eutropius. Breviarium ab Urbe condita [Breviarium of Roman history] (باللاتينية). Vol. 9. Archived from the original on 2025-07-05.
- Jordanes. De origine actibusque Getarum [The Origin and Deeds of the Getae] (باللاتينية).
- Scriptores Historiae Augustae. هستوريا أوغوستا [Augustan History] (باللاتينية).
- Paulus Orosius. Historiarum adversus paganos libri septem [History of adverse pagans] (باللاتينية). Vol. 7. Archived from the original on 2025-05-31.
- Zosimus (1887). Historia Nova [New History] (بالإغريقية).
- Belloni, Gian Guido (2004). La moneta romana. Società, politica, cultura [Roman currency. Society, politics, culture] (بالإيطالية). Rome.{{استشهاد بكتاب}}:  صيانة الاستشهاد: مكان بدون ناشر (link)
- Grant, Michel (1997). The Roman Emperors: A Biographical Guide to the Rulers of Imperial Rome, 31 BC – 476 (بالإنجليزية) (1st ed.). New York: Barnes and Noble. ISBN:9780760700914.
- Mackay، Christopher (2004). Ancient Rome: A Military and Political History. Cambridge University Press. ISBN:0-521-80918-5.
- Mazzarino, Santo (1973). L'Impero romano [The Roman Empire] (بالإيطالية). Bari: Laterza. Vol. 1. ISBN:88-420-2401-5.
- Rémondon, Roger (1975). La crisi dell'impero romano, da Marco Aurelio ad Anastasio [The crisis of the Roman empire, from Marcus Aurelius to Anastasius] (بالإيطالية). Milan.{{استشهاد بكتاب}}:  صيانة الاستشهاد: مكان بدون ناشر (link)
- Scarre, Chris (1995). The Penguin Historical Atlas of Ancient Rome (بالإنجليزية). Cambridge: Penguin Editions. ISBN:0-14-051329-9.
- Scarre, Chris (1995). Chronicle of the Roman Emperors (بالإنجليزية). London. ISBN:0-500-05077-5.{{استشهاد بكتاب}}:  صيانة الاستشهاد: مكان بدون ناشر (link)
- Mattingly, H (1923–1975). Coins of the Roman empire in the British Museum (بالإنجليزية). London. Vol. 6.{{استشهاد بكتاب}}:  صيانة الاستشهاد: مكان بدون ناشر (link)
- Cohen, H (1880–1892). Description Historique des monnaies frappées sous l'Empire Romain [Historical description of coins minted under the Roman Empire] (بالفرنسية). Paris. Vol. III–IV.{{استشهاد بكتاب}}:  صيانة الاستشهاد: مكان بدون ناشر (link)
- Mattingly, H; Sydenham, E. A (1926–1994). Roman Imperial Coinage (بالإنجليزية). London. Vol. IVa–IVb.{{استشهاد بكتاب}}:  صيانة الاستشهاد: مكان بدون ناشر (link)
- Seaby, H. A; Sear, D. R (1978). Roman Silver Coins (بالإنجليزية) (3rd ed.). London. Vol. 5.{{استشهاد بكتاب}}:  صيانة الاستشهاد: مكان بدون ناشر (link)